# Legge di guerra e di neutralità
La legge di guerra e la legge di neutralità sono due atti normativi del Regno d'Italia, emanati col regio decreto 8 luglio 1938 n. 1415.
Essa permane in vigore nella Repubblica Italiana poiché mai abrogata.

## Disciplina e ambiti di applicazione
La norma entra immediatamente in vigore con la dichiarazione dello stato di guerra ai sensi dell'art. 78 della Costituzione. Assieme ad essa, entra automaticamente in vigore anche il codice penale militare di guerra (c.p.m.g.).